# Лесопромышленное машиностроение
Лесопромышленное машиностроение — отрасль тяжелого машиностроения, производящая технику и оборудование для всевозможной обработки, транспортировки и заготовки древесины и переработки древесных отходов.
В лесопромышленном машиностроение выделяют три отрасли(по аналогии с отраслями лесной промышленности):
- производство оборудования и станков, предназначенных для переработки древесных отходов;
- производство техники предназначенной для транспортировки и заготовки леса (всевозможные трактора, челюстные погрузчики, харвестеры, форвардеры, валочно-пакетирующие и валочно-трелевочные машины и другие):
- производство станков и оборудования, предназначенного для обработки древесины.

## Лесопромышленное машиностроение в Российской Федерации
В России огромный запас лесных ресурсов. Это способствует высокому развитию в России лесопромышленной отрасли. Распад СССР негативно сказался на лесной промышленности. Но в наше время лесопромышленность вышла снова на высокий уровень. В России продолжается развитие необходимой техники и оборудования. Все больше и больше запчастей собирается в России, но, к сожалению, некоторые из них все ещё приходится закупать за границей. Также ведутся разработка и внедрение новых технологий.
Чтобы производство было менее затратным, заводы и лесопромышленные предприятия располагают в непосредственной близости от лесных ресурсов. В России основная часть предприятий располагается в Дальневосточном (Хабаровский край), Северо-Западном (Псковская область), Восточно-Сибирском (Красноярский край), Уральском (Пермский край), Западно-Сибирском (Новосибирская область, Алтайский край), Волго-Вятском (республика Марий Эл, Кировская область) и Северном экономическом районе (Архангельская область, республики Карелия и Коми).
Предприятия, где производят оборудование и технику, располагаются обычно в тех же областях где и заводы по обработке и переработке леса. Основные предприятия в России: ООО АЗСМ «Прогресс» (г. Барнаул, Алтайский край), ООО «АЛТАЙЛЕСМАШ» (г. Барнаул, Алтайский край), ЗАО «Велмаш-Сервис» (г. Великие Луки, Псковская область), ФГУП «Машиностроительный завод им. Ф. Э. Дзержинского», ОАО «Онежский тракторный завод» (г. Петрозаводск, республика Карелия), ООО «ЛЕСТЕХКОМ» (г. Йошкар-Ола, республика Марий Эл), ОАО «Соломбальский машиностроительный завод» (г. Архангельск, Архангельская область).